# السد (قطر)
السد هي أحد أحياء الدوحة عاصمة دولة قطر. يُعد الحي موطنًا لمئات العائلات والمساكن، كما توجد العديد من مراكز التسوق في هذا الحي الشاسع مثل مول سنتر بوينت ومجموعة اللولو ورويال بلازا.  كما يقع مقر فريق السد لكرة القدم، ومجمع الرياضة للسيدات. كما يقع مستشفى الرميلة ومستشفى الأطفال أيضًا في المنطقة.
منذ القرن الحادي والعشرين، شهدت المنطقة تطورًا هائلاً، مما أدى إلى إضافة آلاف الوحدات السكنية في الأفق والأبراج الشاهقة على الطراز الغربي.

## أصل التسمية
سُميت بهذه التسمية نسبةً إلى نبتة معروفة محليًا باسم السد والتي تشتهر بالازدهار في القسم الشرقي من قطر، وخاصة على الساحل.

## الجغرافيا
يحد السد المناطق التالية:
- مدينة حمد الطبية، الهتمي الجديد و المسيلة من جهة الشمال، ويفصل بينها شارع الريان.
- فريج بن محمود من جهة الشرق ويفصل بينها شارع سحيم بن حمد.
- المرقاب الجديد وفريج النصر من جهة الجنوب ويفصل بينهما شارع المرقاب الجديد.
- فريج الأمير وفريج السودان في بلدية الريان من جهة الغرب ويفصل بينهما شارع الأمير.

## المواصلات

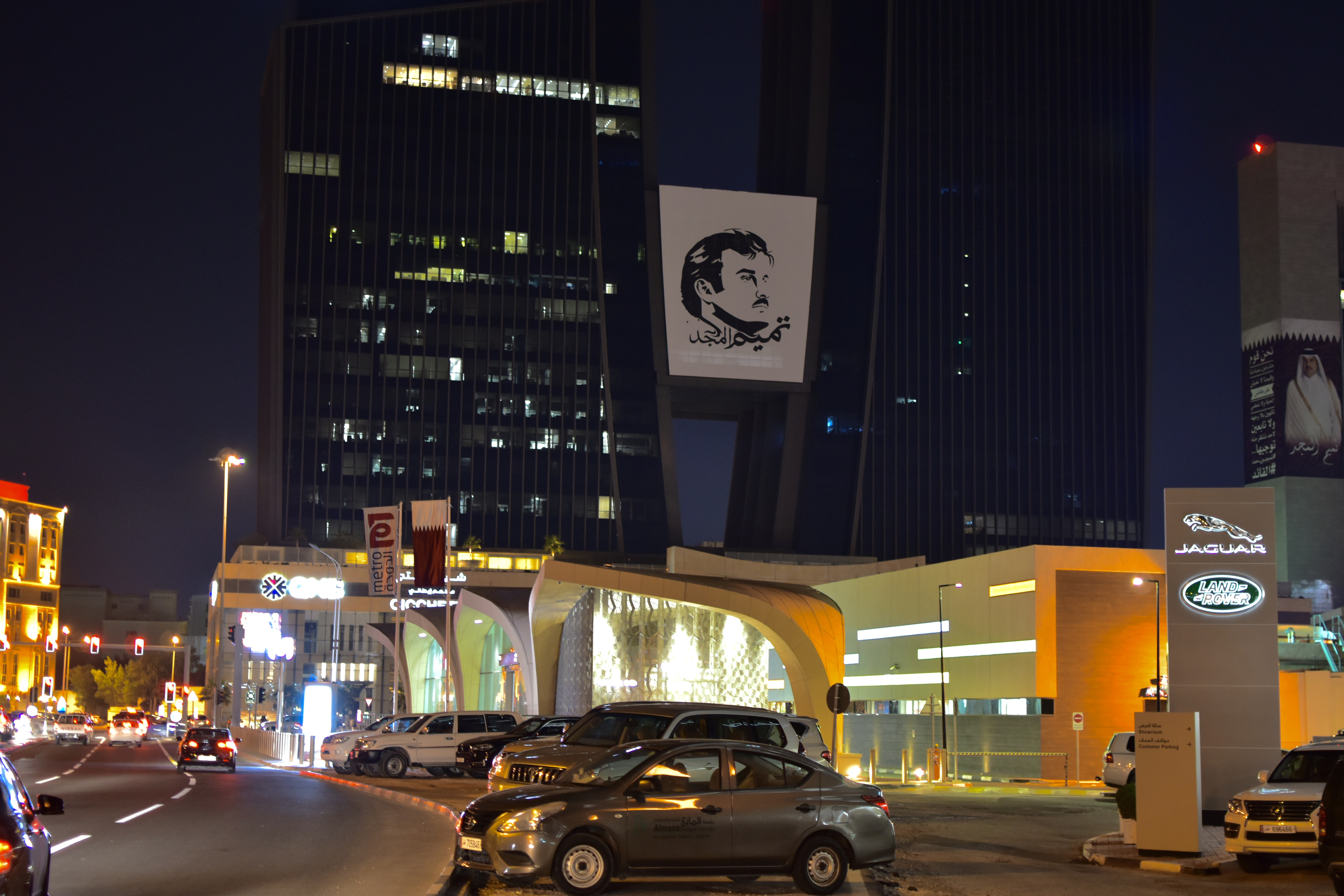
محطة مترو السد عام 2020.

### الطرق
الطرق الرئيسية التي تمر عبر المنطقة هي شارع السد وشارع سحيم بن حمد وشارع الأمير وطريق الريان.
تُعد شركة مواصلات شركة النقل الرسمية في قطر وتخدم المجتمع من خلال تشغيل خطوط الحافلات العامة. يخدم السد خط حافلات واحد ينطلق من محطة حافلات الغانم، ويتوقف في الطريق 32 في السد ومجمع فيلاجيو ومحطة في الشارع 1 في المنطقة الصناعية، تعمل بتردد كل 20 دقيقة في جميع أيام الأسبوع.

### السكة الحديدية
يمر الخط الذهبي لمترو الدوحة، الذي افتتح رسميًا في 21 نوفمبر 2019، عبر السد في اتجاه من الشرق إلى الغرب. تقع محطة مترو السد عند تقاطع السد مع الطريق الدائري الثالث، بينما تقع محطة مترو جوعان غربًا على شارع السد.
تقع في السد على طريق الريان، مقابل حدود السد مع المسيلة، تخدم محطة مترو الأنفاق حاليًا الخط الأخضر لمترو الدوحة. تم افتتاح المحطة للجمهور في 10 ديسمبر 2019 إلى جانب محطات الخط الأخضر الأخرى.

## الرياضة
يمثل الحي نادي السد الرياضي، وهو نادي متعدد الرياضات تم تشكيله عام 1969.

## معالم

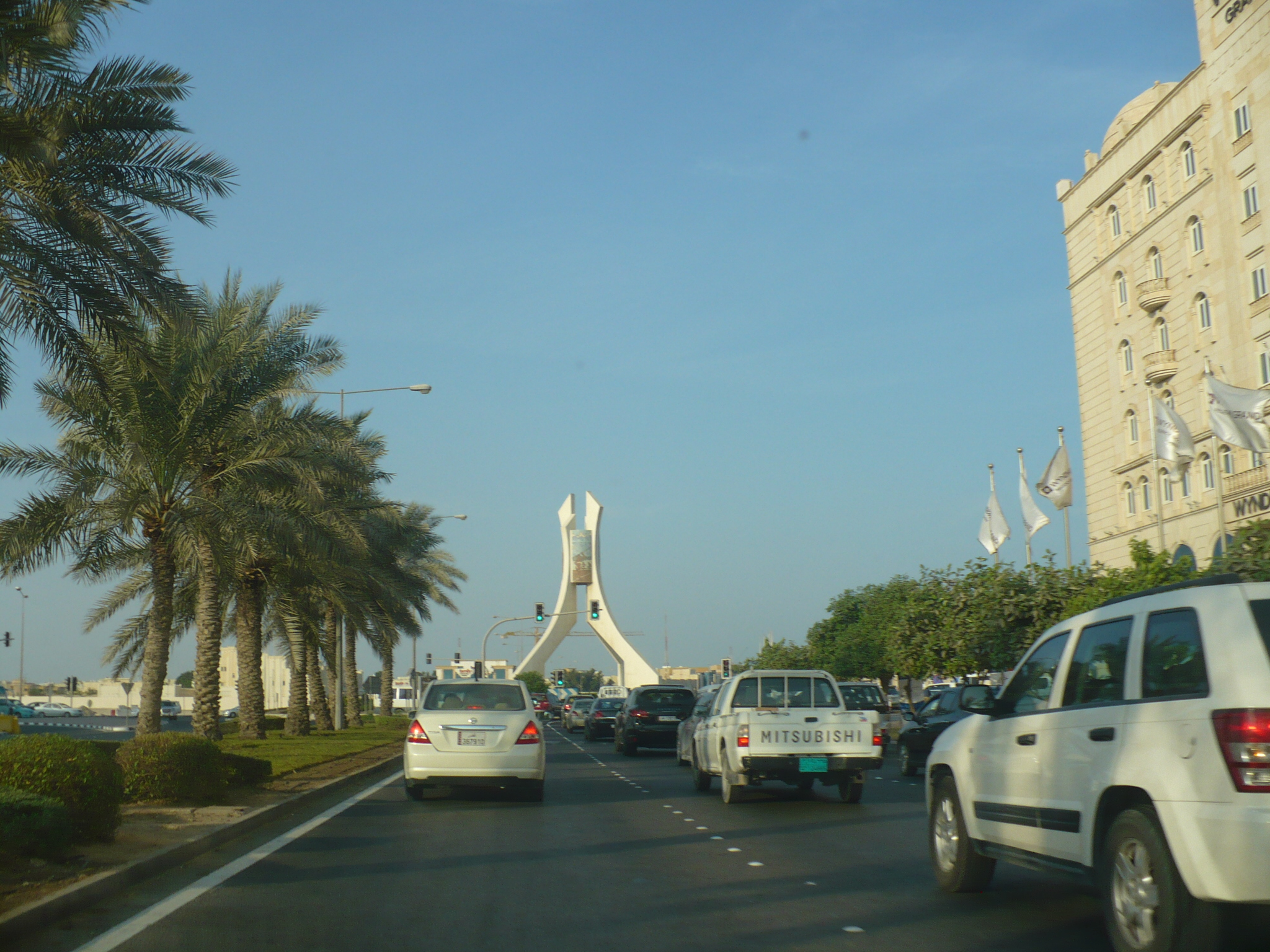
دوار الرياضة بالسد.

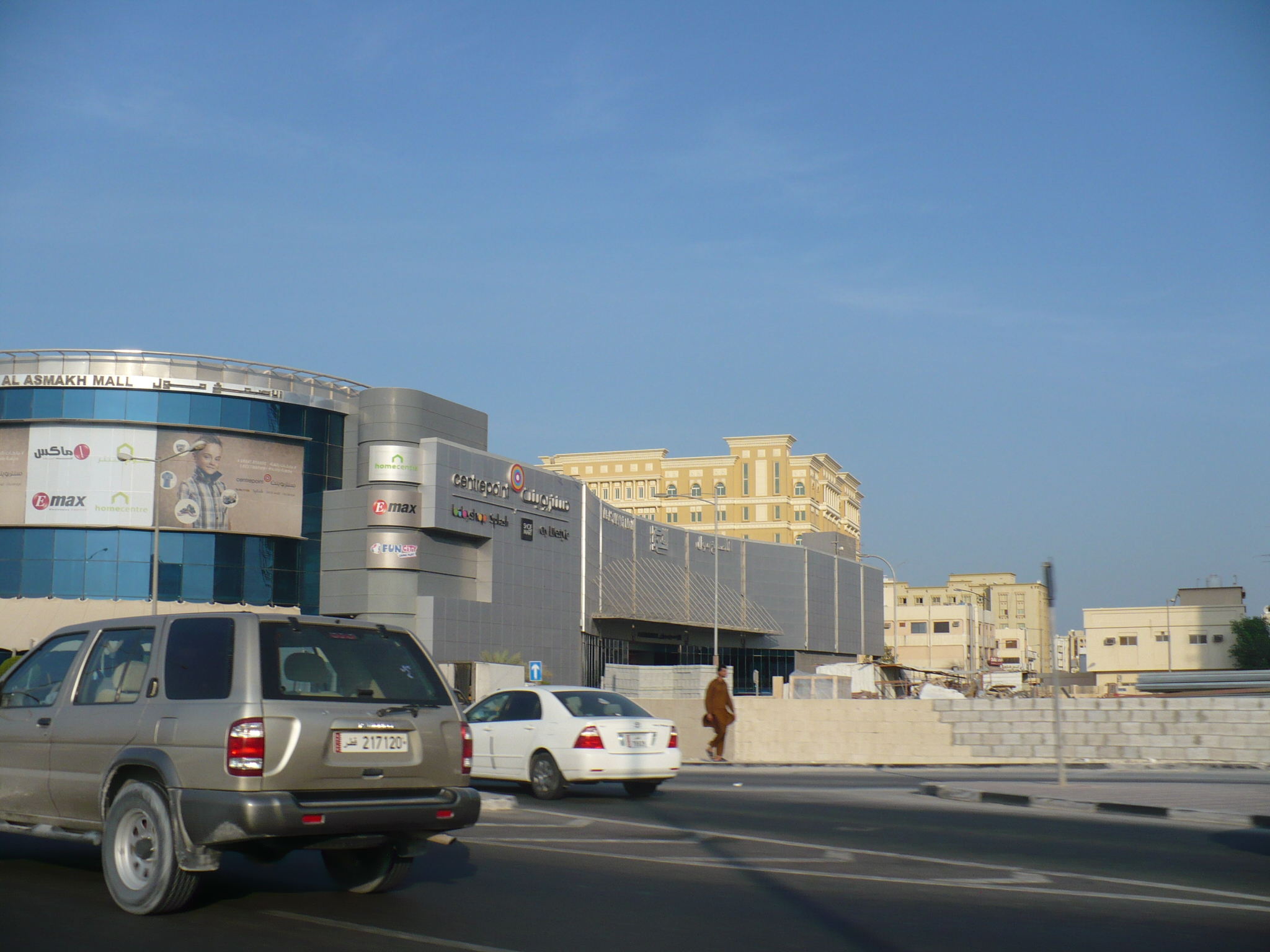
سنتربوينت مول في السد.

- ملعب جاسم بن حمد مقر فريق نادي السد لكرة القدم[12]
- ملعب علي بن حمد العطية[13]
- فندق ويندهام جراند ريجنسي الدوحة[14]
- سنتربوينت مول، المعروف أيضًا باسم مجمع الأصمخ[15]
- مركز اللولو
- مستشفى الرميلة
- دوار الرياضة
- رويال بلازا
- السد بلازا

## الخطة الرئيسية الوطنية لدولة قطر
توصف الخطة الرئيسية الوطنية القطرية (QNMP) بأنها «تمثيل مكاني لرؤية قطر الوطنية 2030». كجزء من خطة المركز الحضري للخطة الوطنية، والتي تهدف إلى تنفيذ إستراتيجيات التنمية في 28 مركزًا مركزيًا ستخدم المجتمعات المحيطة بها، تم تعيين السد كمركز بلدة، وهو ثالث أعلى تصنيف.
تنص الخطة على مساحات تجارية ومكاتب عالية الكثافة في شارع السد بين محطتي مترو في الشارع. ستقام ساحة مركزية تركز على وصول المشاة على الجانب الشرقي من شارع السد، في حين أن الجانب الغربي سيسهل المكاتب بشكل أساسي. سيتم تطوير ممر السد الدائري الثالث كممر متعدد الاستخدامات. كما تم خُطط للتطويرات متعددة الاستخدامات لتشغل 69.3% من وسط المدينة. بشكل عام، يبلغ عدد سكان منطقة وسط المدينة حوالي 50،000 نسمة.

## التعليم
تقع المدارس التالية في السد:
| اسم المدرسة                               | منهاج دراسي | درجة                 | الأجناس | الموقع الرسمي | المرجع |
| ----------------------------------------- | ----------- | -------------------- | ------- | ------------- | ------ |
| البيان الابتدائية الثانية المستقلة للبنات | مستقل       | روضة أطفال - ابتدائي | كلاهما  | غير متاح      | [ 19 ] |
| روضة الفريدة                              | دولي        | روضة أطفال           | كلاهما  | غير متاح      | [ 20 ] |
| روضة الجيل الجديد                         | مستقل       | روضة أطفال           | كلاهما  | غير متاح      | [ 21 ] |

## السكان

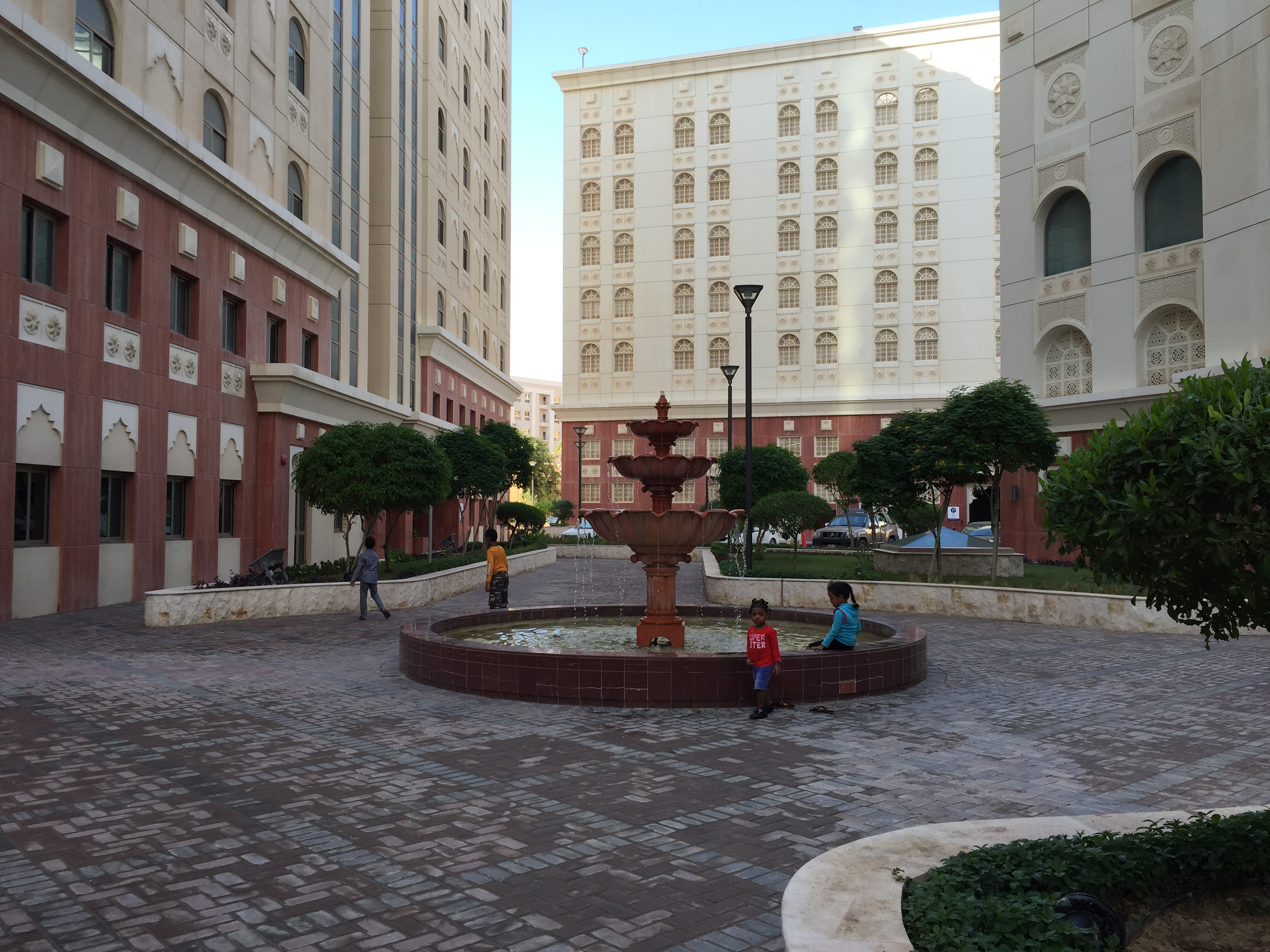
الساحة المركزية لمشروع بروة السد السكني. يتكون المجتمع من سبعة أبراج شاهقة ويتضمن مساحات تجارية ومكاتب.

على غرار باقي مناطق الدوحة، يتألف معظم سكان السد بشكل رئيسي من العمال المهاجرين.
في تعداد 2010، ضمت المنطقة 6,089 وحدة سكنية و 805 منشآت. كان هناك 14,113 شخصًا يعيشون في المنطقة، 61% منهم ذكور و 39% إناث. من بين 14,113 ساكنًا، كان 76% منهم يبلغون من العمر 20 عامًا أو أكثر و 24% تقل أعمارهم عن 20 عامًا. وبلغ معدل معرفة القراءة والكتابة 97.9٪.
يشكل العاملون 60% من مجموع السكان. تمثل الإناث 25% من السكان العاملين، بينما يمثل الذكور 75% من السكان العاملين.
| عام  | تعداد السكان |
| ---- | ------------ |
| 1986 | 3،962        |
| 1997 | 5447         |
| 2004 | 5323         |
| 2010 | 14113        |